# Nocturnes

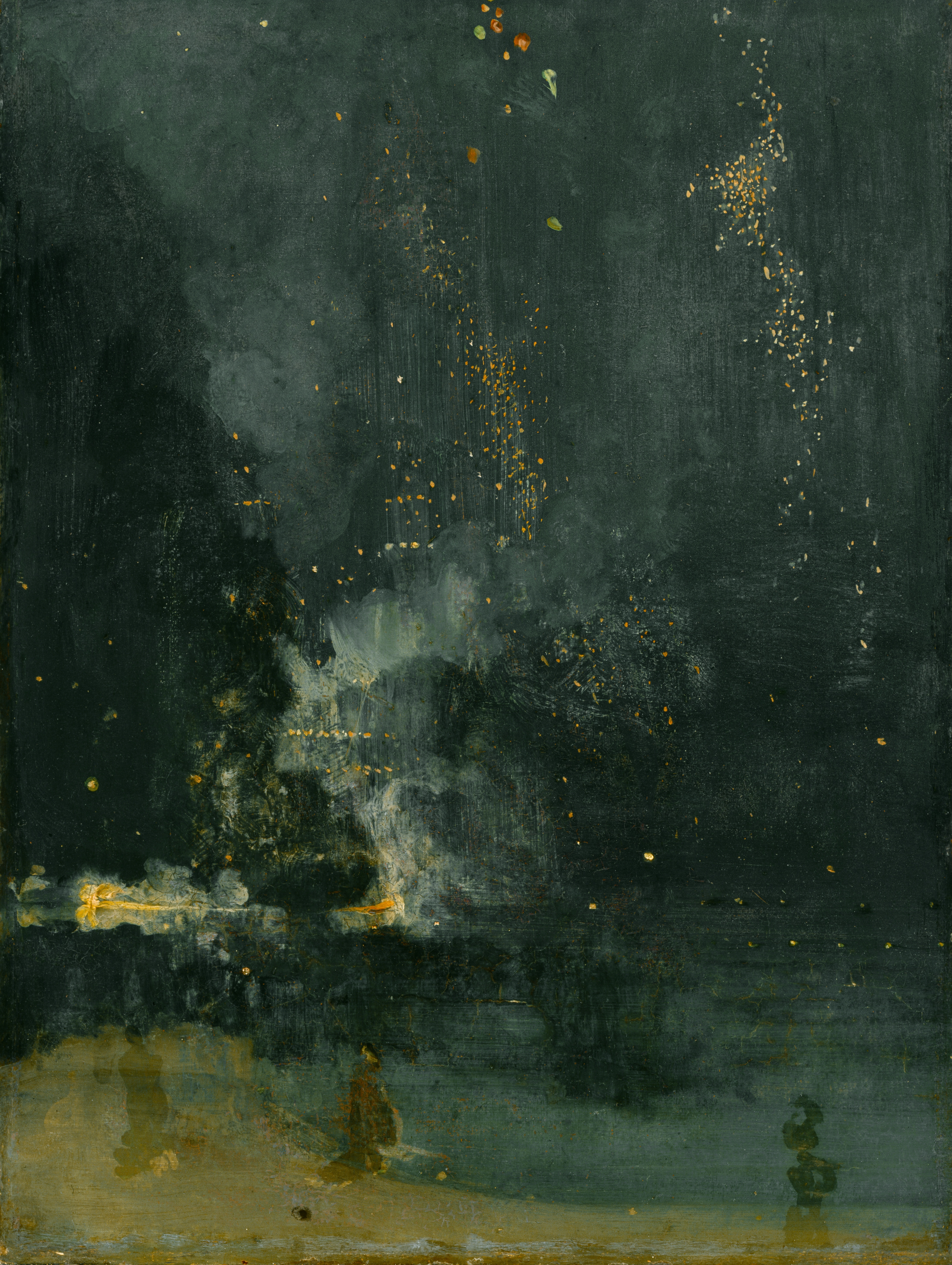
Noktürn feketében és aranyban – A lehulló rakéta – James Abbott McNeill Whistler festménye (1874)

A Nocturnes, azaz "Trois nocturnes", vagy "Három noktürn", Claude Debussy francia zeneszerző három zenekari kompozíciójának összefoglaló neve. A háromtételesnek is tekintett ciklust 1899. december 15-én fejezte be, a három tétel ősbemutatója 1901. október 27-én volt Camille Chevillard vezényletével.

## Keletkezése
Lehetséges, hogy a Nocturnes két korábbi, befejezetlenül maradt műhöz köthető, amelyeknek kézirata elveszett. 1892-ben a zeneszerző azt írta, hogy majdnem befejezte a Trois Scènes au crépuscule-t („Három szürkületi jelenet”), egy Henri de Régnier versei nyomán írt zenekari triptichont. Debussy egy Eugène Ysaÿe-nak szánt hegedűversenyen is dolgozott, amelyet „szürke festészeti tanulmánynak” nevezett, viszont mindkét darabot még befejezése előtt abbahagyta. A kéziratok hiányában nincs semmi bizonyíték arra, hogy a művek bármelyikét is újra  felhasználta volna a Nocturnes-ben, de ennek komoly valószínűsége van.
A Nocturnes három tételét egy impresszionista festménysorozat ihlette, melynek angol-amerikai festője, James Abbott McNeill Whistler szintén a „Nocturnes” címet adta. Debussy a Nocturnes-höz írt „bevezető megjegyzésben” konkrét programot fogalmaz meg a ciklushoz, melyet a bemutató közönsége nyomtatásban is megkapott:

„A „Nocturnes” címet itt általánosabb, pontosabban dekoratívabb jelentésében kell érteni. Tehát nem a szokásos noktürn formáról van szó, inkább azokról a benyomásokról és különleges fényekről, amelyeket a szó magában hord. Nuages: az ég mozdulatlansága a felhők lassú, melankolikus mozgásával, ami fehérrel finoman színezett szürke agóniában végződik. Fêtes: a légkör mozgása, táncoló ritmusa hirtelen fényvillanásokkal, vagy akár egy díszes menet története, amely egy ünnepségen halad át, összekeveredik vele, de a háttér makacsul ugyanaz marad, vagyis az ünnep és a maga összekeveredő zenéje, fénylő pora, mely a totális ritmusban vesz részt. Sirènes: a tenger és számtalan ritmusa, később a holdfénytől ezüstös hullámok között felhangzik, kacag majd elhal a szirének titokzatos éneke.”

## Tételek
A három tétel:

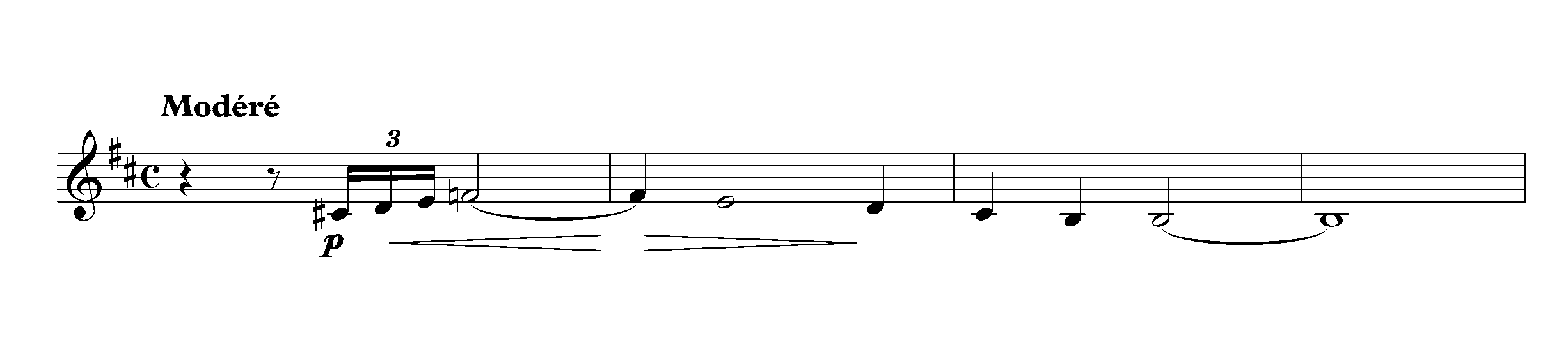
A Felhők-ben angolkürtön megszólaló téma

A Felhők-ben fuvolán megszólaló pentaton téma

A Felhők-ben a vonóskarban megszólaló nónakkordok

1. Nuages (Felhők): Moderato - Un poco vivace – Tempo I – Piú lento – Ancora Piú lento
2. Fêtes (Ünnepek): Animato e molto ritmico – Un poco piú animato – Moderato (ma sempre molto ritmico) – Tempo I – Sempre piú suono e stringendo il movimento – Lo stesso movimento
3. Sirènes (Szirének): Moderatamente animato - Un poco piú lento - Animando, specialmente nell'espressione – Ritorna gradualmente a Tempo I – Aumentando gradualmente – Tempo I – Piú lento e trattenendo fino alla fine.

A Szirének-hez Debussy szöveg nélküli női kart is komponált, részben ez lehet az oka, hogy az ősbemutatóhoz hasonlóan gyakran csak az első két tételt adják elő koncerten.
Az első két tétel, Nuages és a Fêtes 1900. december 9-én Párizsban Camille Chevillard és a Lamoureux Zenekar koncertjén hangzott el először. A teljes művet - a Sirènes-nel együtt - 1901. október 27-én mutatták be, szintén Camille Chevillard és a Lamoureux Zenekar előadásában. A kezdeti előadások a kritikusok és a nyilvánosság hűvös fogadtatásával találkoztak, ám ma ezeket tekintik Debussy legkönnyebben befogadható és legnépszerűbb, legszebb alkotásainak. A zene körülbelül 25 percig tart.

## Hangszerelése
3 fuvola (3.-ban pikoló), 2 oboa, 1 angolkürt, 2 B-klarinét, 3 fagott, 4 kürt, 3 trombita, 3 harsona, 1 tuba, üstdob, cintányér, pergődob, cintányér, 2 hárfa, szöveg nélküli női kórus és vonós hangszerek.

## Feldolgozások
A teljes művet Maurice Ravel két zongorára átírta.
A Fêtes-et az angol zongoraművész, Leonard Borwick egy zongorára dolgozta át, erről többek között Emil Gilelsz készített felvételt.
A Fêtes-et Merlin Patterson és William Schaefer nagy szimfonikus fúvósegyüttesre is átírta.

## Média
- Debussy: Nocturnes a youtube-on
- Debussy: Nocturnes Charles Dutoit vezényletével a Montreáli Szimfonikus Zenekar előadásában a youtube-on